# نواف شراحيلي
نواف محمد شراحيلي (مواليد 20 مارس 1999) هو لاعب كرة قدم سعودي يلعب في نادي مضر.

## نادي الهلال
مثل نادي الهلال في الفئات السنية وصعد للفريق الأول مطلع عام 2019 .

## برنامج الابتعاث الخارجي
انضم لبرنامج الابتعاث السعودي لكرة القدم 2019 مع مجموعة من اللاعبين للابتعاث الخارجي لاكتساب الخبرات والمشاركة أمام فرق من مختلف الدرجات في إسبانيا وغيرها من الدول الأوروبية.

## تنقلاته
عاد من الابتعاث وأعير من نادي الهلال إلى نادي الجبلين ونادي الدرعية و بعدها لعب مع نادي الساحل ونادي الجيل ونادي الدرعية ونادي الشعلة ونادي مضر.

## وصلات خارجية
- نواف شراحيلي على موقع قاعدة بيانات كرة القدم.إي يو (الإنجليزية)
- نواف شراحيلي على موقع Soccerway.com (الإنجليزية)
- نواف شراحيلي على موقع كووورة